# Le Moulin maudit
Pour plus de détails, voir Fiche technique et Distribution.
Le Moulin maudit est un film français muet réalisé en 1909 par Alfred Machin et produit par Pathé Frères.

## Synopsis
Au cours d'une fête villageoise, Johanna devise joyeusement avec Wilhem à qui elle est sensible. Profitant d'une absence momentanée de ce dernier, le riche meunier Pieter l'aborde, lui promet la richesse et l'aisance. Six mois plus tard, il l'épouse. Tout semble bien aller entre les époux quand, quelques mois après, Wilhem rend visite à Johanna au moulin; les jeunes gens se séduisent. L'époux, de retour du marché, les surprend. Fou de rage, il se venge des deux amants de la manière la plus cruelle qui soit, avant de se jeter de désespoir dans la rivière.

## Fiche technique
- Titre : Le Moulin maudit (ou The Mill dans sa distribution britannique, ou Het sprookje van den vervloekten molen dans sa distribution néerlandaise)
- Réalisation : Alfred Machin
- Directeur de la photographie : Jacques Bizeul
- Production : Pathé Frères
- Lieu de tournage: Evergem, près de Gand (tourné en décors naturels)
- Pays d'origine :  France,  Belgique
- Format : 35 mm, noir et blanc colorisé au pochoir
- Genre : Drame
- Durée : 5 minutes 56
- Métrage : 190 m, dont 170 m en couleur
- Dates de sortie : 
  - France - décembre 1909
  - Hollande - 20 mai 1910 à Dordrecht
  - Belgique - 10 avril 1910 à Gand

## Distribution
- Pitje Ambreville : Pieter, le meunier
- Berryer : Wilhem, l'amant
- Mademoiselle Saunières: Johanna, l'épouse